# (36754) 2000 RL70
2000 RL70 (asteroide 36754) é um asteroide da cintura principal. Possui uma excentricidade de 0.11878670 e uma inclinação de 5.79705º.
Este asteroide foi descoberto no dia 2 de setembro de 2000 por LINEAR em Socorro.